# Stazione di Luleå Centrale
La stazione centrale di Luleå (in svedese Luleå centralstation, abbreviata Luleå C) è la stazione ferroviaria principale di Luleå, Svezia.